# Records de victoires d'étapes sur les Grands Tours
Cette page traite des records masculins et féminins de victoires d'étapes cumulées sur les grands tours.
Les compétitions pour les hommes sont le Tour d'Italie (Giro), le Tour de France (Tour) et le Tour d'Espagne (Vuelta), qui se déroulent chaque année dans cet ordre depuis 1995. Elles sont les seules courses par étapes pouvant durer plus de 14 jours.
Les compétitions pour les femmes sont depuis 2023 le Tour d'Espagne féminin (Vuelta), le Tour d'Italie féminin (Giro) et le Tour de France Femmes (Tour), qui se déroulent chaque année dans cet ordre et dans un ordre différent de celui des hommes. Elles sont les seules courses par étapes pouvant durer au moins 7 jours. Le Tour de France féminin, le Tour de la CEE, La Grande Boucle féminine internationale, la Route de France féminine et le Tour de l'Aude cycliste féminin étaient considérés comme les grands tours féminins. Ces épreuves ont disparu du calendrier : La Grande Boucle féminine internationale n'est plus organisée depuis 2010, le Tour de l'Aude depuis 2011 et la Route de France féminine depuis 2016. Entre 1984 et 1989 a lieu le Tour de France féminin, ensuite remplacé par le Tour de la CEE féminin de 1990 à 1993, année de son interruption. Le Tour de France féminin est cependant remis sur pied par ASO en 2022 sous le nom de Tour de France Femmes.

## Liste des coureurs
- Les coureurs en gras sont toujours actifs (liste mise à jour après la 21e étape du Tour de France 2025).
- Seul les victoires d'étapes individuelles sont comptabilisées.
- Ce classement prend en compte les cinquante premiers.

| Rang | Cycliste                 | Pays            | Première victoire | Dernière victoire | Giro | Tour | Vuelta | Total | Ref(s) |
| ---- | ------------------------ | --------------- | ----------------- | ----------------- | ---- | ---- | ------ | ----- | ------ |
| 1    | Eddy Merckx              | Belgique        | 1967              | 1975              | 24   | 34   | 6      | 64    | [ 2 ]  |
| 2    | Mario Cipollini          | Italie          | 1989              | 2003              | 42   | 12   | 3      | 57    | ,      |
| 3    | Mark Cavendish           | Grande-Bretagne | 2008              | 2024              | 17   | 35   | 3      | 55    | [ 5 ]  |
| 4    | Alessandro Petacchi      | Italie          | 2000              | 2011              | 22   | 6    | 20     | 48    | [ 6 ]  |
| 5    | Alfredo Binda            | Italie          | 1925              | 1933              | 41   | 2    | -      | 43    | [ 7 ]  |
| 6    | Bernard Hinault          | France          | 1978              | 1986              | 6    | 28   | 7      | 41    | [ 8 ]  |
| 7    | Learco Guerra            | Italie          | 1930              | 1937              | 31   | 8    | -      | 39    | [ 9 ]  |
| 7    | Delio Rodríguez          | Espagne         | 1941              | 1947              | -    | -    | 39     | 39    | [ 10 ] |
| 9    | Rik Van Looy             | Belgique        | 1958              | 1969              | 12   | 7    | 18     | 37    | [ 11 ] |
| 10   | Freddy Maertens          | Belgique        | 1976              | 1981              | 7    | 15   | 13     | 35    | [ 12 ] |
| 11   | Fausto Coppi             | Italie          | 1940              | 1955              | 22   | 9    | -      | 31    | [ 13 ] |
| 12   | Costante Girardengo      | Italie          | 1913              | 1926              | 30   | -    | -      | 30    | [ 14 ] |
| 12   | Tadej Pogačar            | Slovénie        | 2019              | 2025              | 6    | 21   | 3      | 30    | [ 15 ] |
| 14   | Gino Bartali             | Italie          | 1935              | 1950              | 17   | 12   | -      | 29    | [ 16 ] |
| 15   | Marino Basso             | Italie          | 1967              | 1975              | 15   | 6    | 6      | 27    | [ 17 ] |
| 15   | Francesco Moser          | Italie          | 1973              | 1986              | 23   | 2    | 2      | 27    | [ 18 ] |
| 17   | Guido Bontempi           | Italie          | 1981              | 1993              | 16   | 6    | 4      | 26    | [ 19 ] |
| 17   | Raffaele Di Paco         | Italie          | 1930              | 1938              | 15   | 11   | -      | 26    | [ 20 ] |
| 17   | Miguel Poblet            | Espagne         | 1955              | 1960              | 20   | 3    | 3      | 26    | [ 21 ] |
| 17   | Giuseppe Saronni         | Italie          | 1978              | 1985              | 24   | -    | 2      | 26    | [ 22 ] |
| 21   | Franco Bitossi           | Italie          | 1964              | 1975              | 21   | 4    | -      | 25    | [ 23 ] |
| 21   | Laurent Jalabert         | France          | 1992              | 2001              | 3    | 4    | 18     | 25    | [ 24 ] |
| 21   | André Leducq             | France          | 1927              | 1938              | -    | 25   | -      | 25    | [ 25 ] |
| 21   | Rik Van Steenbergen      | Belgique        | 1949              | 1957              | 15   | 4    | 6      | 25    | [ 26 ] |
| 25   | Robbie McEwen            | Australie       | 1999              | 2007              | 12   | 12   | -      | 24    | [ 27 ] |
| 25   | Roger De Vlaeminck       | Belgique        | 1972              | 1984              | 22   | 1    | 1      | 24    | [ 28 ] |
| 27   | Jacques Anquetil         | France          | 1957              | 1964              | 6    | 16   | 1      | 23    | [ 29 ] |
| 27   | André Darrigade          | France          | 1953              | 1964              | 1    | 22   | -      | 23    | [ 30 ] |
| 29   | André Greipel            | Allemagne       | 2009              | 2017              | 7    | 11   | 4      | 22    | [ 31 ] |
| 29   | Jean-Paul van Poppel     | Pays-Bas        | 1986              | 1994              | 4    | 9    | 9      | 22    | [ 32 ] |
| 29   | Primož Roglič            | Slovénie        | 2016              | 2024              | 4    | 3    | 15     | 22    | [ 33 ] |
| 32   | Charly Gaul              | Luxembourg      | 1955              | 1961              | 11   | 10   | -      | 21    | [ 34 ] |
| 32   | Gerben Karstens          | Pays-Bas        | 1965              | 1976              | 1    | 6    | 14     | 21    | [ 35 ] |
| 32   | Sean Kelly               | Irlande         | 1978              | 1988              | -    | 5    | 16     | 21    | [ 36 ] |
| 32   | Tony Rominger            | Suisse          | 1988              | 1996              | 5    | 3    | 13     | 21    | [ 37 ] |
| 36   | Nicolas Frantz           | Luxembourg      | 1924              | 1929              | -    | 20   | -      | 20    | [ 38 ] |
| 36   | Giuseppe Olmo            | Italie          | 1933              | 1937              | 20   | -    | -      | 20    | [ 39 ] |
| 36   | Erik Zabel               | Allemagne       | 1995              | 2007              | -    | 12   | 8      | 20    | [ 40 ] |
| 40   | Jean Alavoine            | France          | 1909              | 1923              | 2    | 17   | -      | 19    | [ 41 ] |
| 40   | François Faber           | Luxembourg      | 1908              | 1914              | -    | 19   | -      | 19    | [ 42 ] |
| 40   | Marcel Kittel            | Allemagne       | 2011              | 2017              | 4    | 14   | 1      | 19    | [ 43 ] |
| 40   | Patrick Sercu            | Belgique        | 1970              | 1977              | 13   | 6    | -      | 19    | [ 44 ] |
| 43   | Rudi Altig               | Allemagne       | 1962              | 1969              | 4    | 8    | 6      | 18    | [ 45 ] |
| 43   | Nino Defilippis          | Italie          | 1952              | 1964              | 9    | 7    | 2      | 18    | [ 46 ] |
| 43   | Adolfo Leoni             | Italie          | 1938              | 1951              | 17   | 1    | -      | 18    | [ 47 ] |
| 43   | Peter Sagan              | Slovaquie       | 2011              | 2021              | 2    | 12   | 4      | 18    | [ 48 ] |
| 47   | Djamolidine Abdoujaparov | Ouzbékistan     | 1991              | 1996              | 1    | 9    | 7      | 17    | [ 49 ] |
| 47   | Alejandro Valverde       | Espagne         | 2003              | 2019              | 1    | 4    | 12     | 17    | [ 50 ] |
| 49   | Urs Freuler              | Suisse          | 1981              | 1989              | 15   | 1    | -      | 16    | [ 51 ] |
| 49   | Miguel Indurain          | Espagne         | 1989              | 1995              | 4    | 12   | -      | 16    | [ 52 ] |
| 49   | René Le Grevès           | France          | 1933              | 1939              | -    | 16   | -      | 16    | [ 53 ] |
| 49   | Fiorenzo Magni           | Italie          | 1948              | 1955              | 6    | 7    | 3      | 16    | [ 54 ] |
| 49   | Marco Pantani            | Italie          | 1994              | 2000              | 8    | 8    | -      | 16    | [ 55 ] |
| 49   | Charles Pélissier        | France          | 1929              | 1935              | -    | 16   | -      | 16    | [ 56 ] |

## Liste des coureuses
- Les coureuses en gras sont toujours actives (liste mise à jour après la 9e étape du Tour de France Femmes 2025).
- Seul les victoires d'étapes individuelles sont comptabilisées.

| Rang | Cycliste               | Pays       | Première victoire | Dernière victoire | Giro | Tour | Vuelta | Autres Grands Tours | Total |
| ---- | ---------------------- | ---------- | ----------------- | ----------------- | ---- | ---- | ------ | ------------------- | ----- |
| 1    | Marianne Vos           | Pays-Bas   | 2007              | 2025              | 32   | 3    | 6      | 8                   | 49    |
| 2    | Petra Rossner          | Allemagne  | 1988              | 2003              | 18   | -    | -      | 23                  | 41    |
| 3    | Ina-Yoko Teutenberg    | Allemagne  | 1997              | 2011              | 13   | -    | -      | 27                  | 40    |
| 4    | Fabiana Luperini       | Italie     | 1995              | 2008              | 15   | -    | -      | 20                  | 35    |
| 5    | Jeannie Longo          | France     | 1985              | 1996              | -    | -    | -      | 31                  | 31    |
| 6    | Leontien van Moorsel   | Pays-Bas   | 1990              | 2001              | 3    | -    | -      | 27                  | 30    |
| 7    | Diana Žiliūtė          | Lituanie   | 1996              | 2004              | 10   | -    | -      | 12                  | 22    |
| 8    | Maria Canins           | Italie     | 1985              | 1990              | 2    | -    | -      | 17                  | 19    |
| 9    | Giorgia Bronzini       | Italie     | 2005              | 2016              | 8    | -    | -      | 10                  | 18    |
| 9    | Annemiek van Vleuten   | Pays-Bas   | 2014              | 2023              | 16   | 2    | -      | -                   | 18    |
| 11   | Catherine Marsal       | France     | 1990              | 2002              | 3    | -    | -      | 14                  | 17    |
| 11   | Zulfiya Zabirova       | Russie     | 1996              | 2008              | 4    | -    | -      | 13                  | 17    |
| 13   | Monique Knol           | Pays-Bas   | 1987              | 1993              | -    | -    | -      | 16                  | 16    |
| 14   | Edita Pučinskaitė      | Lituanie   | 2000              | 2009              | 6    | -    | -      | 8                   | 14    |
| 15   | Olga Slyusareva        | Russie     | 1999              | 2006              | 5    | -    | -      | 7                   | 12    |
| 16   | Judith Arndt           | Allemagne  | 2001              | 2010              | 2    | -    | -      | 9                   | 11    |
| 17   | Rasa Polikevičiūtė     | Lituanie   | 1993              | 2008              | 1    | -    | -      | 9                   | 10    |
| 17   | Lorena Wiebes          | Pays-Bas   | 2021              | 2025              | 5    | 5    | -      | -                   | 10    |
| 19   | Svetlana Boubnenkova   | Russie     | 1995              | 2006              | 5    | -    | -      | 4                   | 9     |
| 19   | Nicole Brändli         | Suisse     | 2001              | 2007              | 8    | -    | -      | 1                   | 9     |
| 19   | Alessandra Cappellotto | Italie     | 1995              | 2000              | 4    | -    | -      | 5                   | 9     |
| 19   | Susanne Ljungskog      | Suède      | 2001              | 2008              | 1    | -    | -      | 8                   | 9     |
| 19   | Hanka Kupfernagel      | Allemagne  | 1997              | 2000              | -    | -    | -      | 9                   | 9     |
| 19   | Regina Schleicher      | Allemagne  | 2002              | 2006              | 9    | -    | -      | -                   | 9     |
| 19   | Joane Somarriba        | Espagne    | 1999              | 2003              | 2    | -    | -      | 7                   | 9     |
| 19   | Demi Vollering         | Pays-Bas   | 2023              | 2025              | -    | 3    | 6      | -                   | 9     |
| 19   | Greta Zocca            | Italie     | 1998              | 2001              | 7    | -    | -      | 2                   | 9     |
| 28   | Mara Abbott            | États-Unis | 2009              | 2016              | 8    | -    | -      | 1                   | 8     |
| 28   | Imelda Chiappa         | Italie     | 1985              | 1996              | 6    | -    | -      | 2                   | 8     |
| 28   | Evelyn Stevens         | États-Unis | 2009              | 2016              | 5    | -    | -      | 3                   | 8     |